# Кодру (Біхор)
Кодру (рум. Codru) — село у повіті Біхор в Румунії. Входить до складу комуни Шоймі.
Село розташоване на відстані 392 км на північний захід від Бухареста, 51 км на південь від Ораді, 112 км на захід від Клуж-Напоки, 119 км на північний схід від Тімішоари.

## Населення
За даними перепису населення 2002 року у селі проживали 257 осіб, з них 256 осіб (99,6%) румунів. Усі жителі села рідною мовою назвали румунську.